# Anton Kilin
Anton Vladimirovič Kilin (in russo Антон Владимирович Килин?; Iževsk, 14 novembre 1990) è un calciatore russo, centrocampista del KDV Tomsk.

## Carriera
Ha giocato nella prima divisione dei campionati russo ed armeno.

## Palmarès

### Club

#### Competizioni nazionali
- Pervenstvo Futbol'noj Nacional'noj Ligi: 1

Tambov: 2018-2019